# 疣果豆蔻
疣果豆蔻（学名：Amomum muricarpum）为姜科豆蔻属下的一个种。

## 扩展阅读
維基物種上的相關：疣果豆蔻